# Route nationale 783
Die Route nationale 783, kurz N 783 oder RN 783, war eine französische Nationalstraße, die von 1933 bis 1973 zwischen Quimper und Quimperlé verlief. Die Straße war eine Alternative zur Route nationale 165. Ihre Gesamtlänge betrug 44 Kilometer.  Vor 1933 war die Straße der Chemin de Grande Communication (Gc) 62 des Départements Finistère.